# میا ماسوکه
میا ماسوکه (انگلیسی: Miya Masaoka؛ زادهٔ ۱۹۵۸ (۶۶–۶۷ سال)) آهنگساز، و موزیسین جاز اهل ایالات متحده آمریکا است.
وی همچنین برندهٔ جوایزی همچون کمک‌هزینه گوگنهایم و برنامه فولبرایت شده‌است.